# Douze Études de Szymanowski
Les Douze Études pour piano, op. 33, ont été composées en 1916 par Karol Szymanowski.

## Présentation
1. Presto à 
 — attaca
2. Andantino soave à 
 — attaca
3. Vivace assai (Agitato) à quatre temps (noté ) — attaca
4. Presto — Delicatamente à quatre temps (noté ), 
, 
 et 
 — attaca
5. Andante espressivo à quatre temps (noté ) — attaca
6. Vivace (Agitato e marcato. Vigoroso) à 
 — attaca
7. Allegro molto (Con brio. Burlesco) à 
, 
 et 
 — attaca
8. Lento assai mesto (Espressivo) à 
 — attaca
9. Animato (Capriccioso e fantastico) à 
 — attaca
10. Presto (molto agitato) — Tempestoso à ——
 — attaca
11. Andante soave (rubato) à 
 et 
 — attaca
12. Presto (Energico) à 
.

## Analyse
Les Douze Études sont une partition de la maturité du compositeur polonais, en comparaison des Quatre Études, op.4 de 1900-1902, qui trahissaient les influences contraires de Brahms et de Wagner, dans une esthétique proche des Douze Études, op.8 de Scriabine. 
Les douze pièces de ce nouveau recueil sont contemporaines des Métopes, op.29 et des Masques, op.34, composés dans la maison de campagne de Tymoszówka durant la Première Guerre mondiale, après un séjour en France qui avait permis à Szymanowski de rencontrer Claude Debussy et Maurice Ravel. 
Vladimir Jankélévitch évoque l'influence du « douloureux Debussy des dernières années » — de la suite pour deux pianos En blanc et noir et des douze Études pour piano — sur les Douze Études, op.33 de Karol Szymanowski, « lorsque l’écriture commence à se découper en dents de scie, devient corrosive et méchante, fait racler partout les violons mélodieux ».
Les Études de Szymanowski ont moins attiré l'attention des musicologues que ses Sonates, ses Mazurkas ou ses pièces impressionnistes comme les Masques et les Métopes. En 1987, André Lischke ne mentionne ni l'op.4 ni l'op.33 dans le Guide de la musique de piano et de clavecin…

### Ouvrages généraux
- André Lischke et François-René Tranchefort (dir.), Guide de la musique de piano et de clavecin : Karol Szymanowski, Paris, Fayard, coll. « Les Indispensables de la musique », 1987, 869 p. (ISBN 978-2-213-01639-9), p. 801-805.
- Guy Sacre, La musique de piano : dictionnaire des compositeurs et des œuvres, vol. II (J-Z), Paris, Robert Laffont, coll. « Bouquins », 1998, 2998 p. (ISBN 978-2-221-08566-0), p. 2762-2778.

### Monographies
- Vladimir Jankélévitch, Ravel, Paris, Seuil, coll. « Solfèges », 1956, rééd. 1995, 220 p. (ISBN 978-2-02-023490-0 et 2-02-023490-4)